# Сен-Вуар
Сен-Вуа́р (фр. Saint-Voir) — коммуна во Франции, находится в регионе Овернь. Департамент коммуны — Алье. Входит в состав кантона Нёйи-ле-Реаль. Округ коммуны — Мулен.
Код INSEE коммуны — 03263.

## Население
Население коммуны на 2008 год составляло 197 человек.
| 1962 | 1968 | 1975 | 1982 | 1990 | 1999 | 2008 |
| ---- | ---- | ---- | ---- | ---- | ---- | ---- |
| 259  | 294  | 240  | 234  | 196  | 200  | 197  |

## Экономика
В 2007 году среди 126 человек в трудоспособном возрасте (15—64 лет) 91 были экономически активными, 35 — неактивными (показатель активности — 72,2 %, в 1999 году было 65,6 %). Из 91 активных работали 81 человек (43 мужчины и 38 женщин), безработных было 10 (5 мужчин и 5 женщин). Среди 35 неактивных 10 человек были учениками или студентами, 13 — пенсионерами, 12 были неактивными по другим причинам.